# Instytut Fizyki Polskiej Akademii Nauk

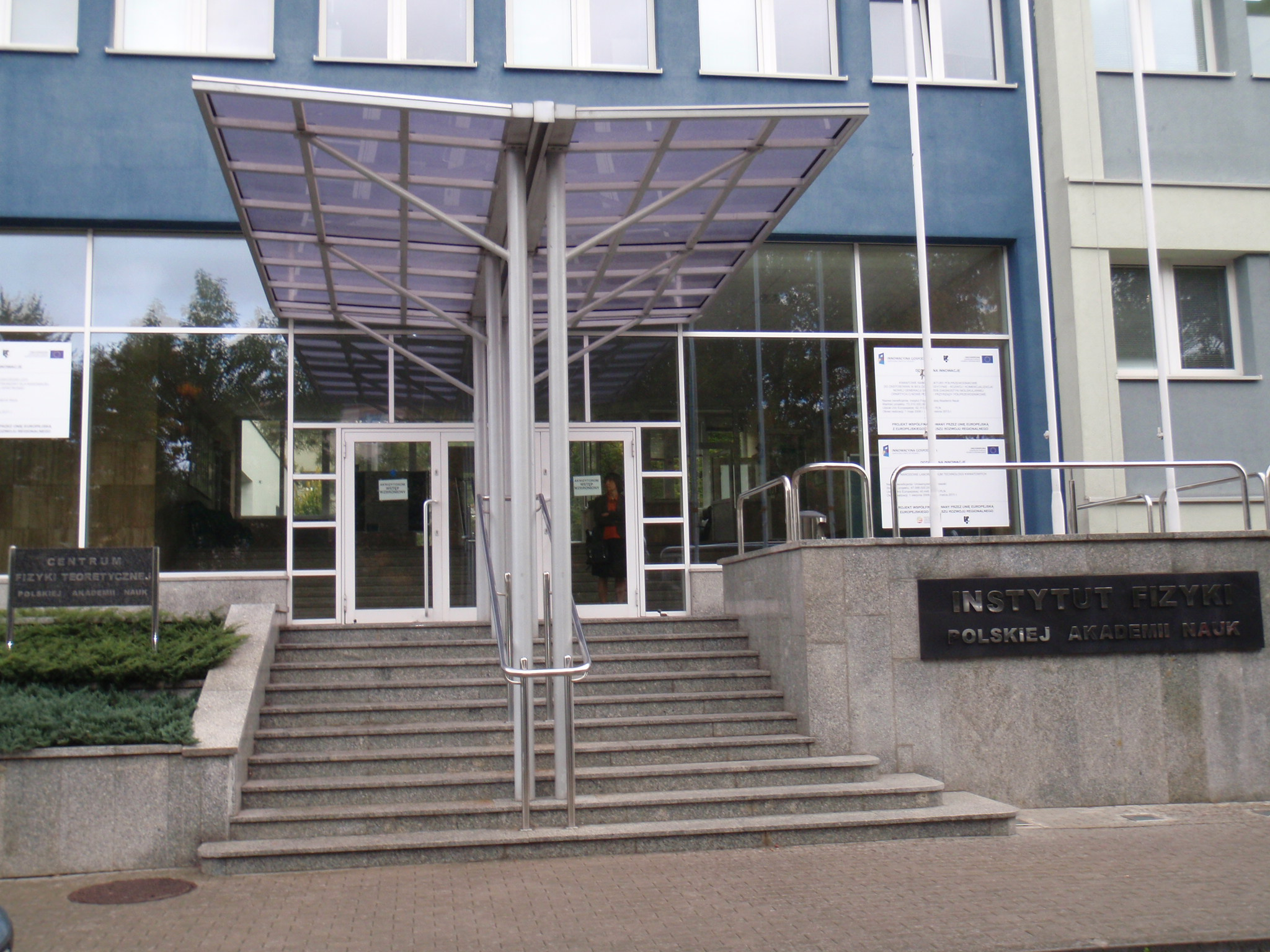
Wejście do Instytutu Fizyki

Instytut Fizyki Polskiej Akademii Nauk (IF PAN) –  instytut naukowy Polskiej Akademii Nauk Wydziału Nauk Matematycznych, Fizycznych i Chemicznych z siedzibą w Warszawie. 

## Opis
Instytut został utworzony w 1953 roku. Prowadzi badania naukowe w zakresie fizyki ciała stałego oraz fizyki atomowej i cząsteczkowej w ramach projektów naukowych finansowanych między innymi przez Ministerstwo Nauki i Szkolnictwa Wyższego i programy naukowe Unii Europejskiej. W ostatnich latach w IF PAN rozpoczęto badania w najnowszych dziedzinach fizyki takich jak spintronika, nanotechnologia i biofizyka.
IF PAN prowadzi kształcenie na poziomie studiów doktoranckich w ramach Międzynarodowego Studium Doktoranckiego oraz współpracuje przy realizacji prac magisterskich i licencjackich z wieloma warszawskimi uczelniami wyższymi. Prowadzi działalność popularyzatorską w postaci wykładów i prezentacji dla uczniów szkól średnich; jest współorganizatorem Warszawskiego Festiwalu Nauki.
W uznaniu za efektywność wykorzystania funduszy unijnych IF PAN otrzymał w 2001 roku nagrodę Kryształowej Brukselki, a w 2004 roku był do tej nagrody powtórnie nominowany.

## Struktura
Struktura IF PAN w 2018 r.:
Oddziały naukowe
- Fizyki Półprzewodników
- Fizyki Promieniowania i Spektroskopii
- Fizyki Magnetyzmu
- Fizyki i Technologii Nanostruktur Półprzewodników Szerokoprzerwowych
- Fizyki Teoretycznej
- Międzynarodowe Centrum Sprzężenia Magnetyzmu i Nadprzewodnictwa z Materią Topologiczną

Laboratoria środowiskowe
- Badań Rentgenowskich i Elektronomikroskopowych
- Badań Kriogenicznych i Spintronicznych
- Fizyki i Wzrostu Kryształów Niskowymiarowych
- Fizyki Biologicznej

również
- Międzynarodowe Studium Doktoranckie
- biblioteka naukowa

## Dyrektorzy
- Stefan Pieńkowski (1953)[2]
- Leonard Sosnowski (1954–1966)[2]
- Arkadiusz Piekara (1966-1967)
- Jerzy Kołodziejczak (1970–1981)[2]
- Jerzy Prochorow (1982–1990)[2]
- Henryk Szymczak (1991–1999)[2]
- Robert Gałązka (1999–2003)[3]
- Jacek Kossut (2003–2011)[4]
- Leszek Sirko (2011–2015)[5]
- Roman Puźniak (2016-2024)
- Leszek Sirko (od 2024)[6]